# Robert Pérez
Robert Alexander Pérez Jiménez (San Félix, 4 de junio de 1969), más conocido como Robert Pérez y apodado por la afición de béisbol y por los comentaristas venezolanos como La Pared Negra, es un exjugador de béisbol que perteneció a los Cardenales de Lara de la Liga Venezolana de Béisbol Profesional por 27 años. Pérez es un jugador muy notable en la historia de la liga Venezolana de Béisbol Profesional, gracias a la gran cantidad de récords que estableció en dicha liga.

## Trayectoria
Robert Pérez debutó en el béisbol de Venezuela con los Cardenales de Lara en 1988 y en más de 20 años con el club larense ha conseguido cuatro campeonatos y dos subcampeonatos, además de varias distinciones personales entre las que ser el jugador con más empujadas de por vida (709), superando a Luis “Camaleón” García que ostentó dicha marca por más de 30 años, y pertenece al selecto grupo de solo seis beisbolistas con 1000 o más incogibles.
En 27 años de brillante carrera, que le llevará al Salón de la Fama de la Liga Venezolana de Béisbol Profesional en su primer año de elegibilidad, el recio toletero encabeza las listas históricas del circuito en los departamentos de veces al bate (4.859), dobles (222) y remolcadas (738), aparece segundo en hits (1.369) y tercero en jonrones (125), tercero en anotadas (625) y sexto en triples (35). Además, fue Novato del Año (1989-1990) y un par de veces Jugador Más Valioso de la temporada (1995-1996/2006-2007). Obtuvo 5 anillos de campeón, 4 de ellos con los Cardenales de Lara y uno como refuerzo de los Navegantes del Magallanes.
En la carrera deportiva de Robert Pérez, Cardenales de Lara ha sido su único equipo como pelotero en la LVBP, aunque en series de postemporada defendió los colores de Navegantes del Magallanes, Caribes de Anzoátegui, Tigres de Aragua y Bravos de Margarita. Pérez también formó parte de la selección de Venezuela que participó en el primer Clásico Mundial de Béisbol en el 2006.
También participó en 9 Series del Caribe, 3 con su equipo Cardenales (1991, 1998 y 2001) y como refuerzo a Águilas del Zulia (1993 y 2000) dos veces, Navegantes del Magallanes (2002 y 2013) otras dos y Tigres de Aragua (2004 y 2008) otro par.
Trabajador incansable, dedicado con el físico, estudioso del juego y líder (dentro y fuera del terreno), son algunas de las características que convirtieron a Robert Pérez en uno de los bateadores más respetados del circuito venezolano.
En el año 2018 pasa a formar parte del cuerpo técnico de los Tiburones de La Guaira.
Actualmente es el coach de bateo de los Navegantes del Magallanes.

## Jugador Más Valioso
En la temporada 1995-1996 fue elegido Jugador Más Valioso, luego de dejar promedio ofensivo de.318, con 12 dobles, seis cuadrangulares y 35 carreras remolcadas y Se Conectó 20 y 21 Jonrón Igual Qué Baudilio Díaz Del 13 y 26 de diciembre de 1995 Contra las Águilas del Zulia En El Estadio Antonio Herrera Gutiérrez. Ese año también ganó el Guante de Oro como jardinero. En la 2002-2003 fue Productor del Año y Se Conectó 3 Jonrones del 3 de noviembre del 2002 Contra los Navegantes del Magallanes, mientras en la 2006-2007 tuvo una temporada de ensueño en la que fue reconocido como Más Valioso Se Conectó un 1000 Hit del 4 de noviembre del 2006 Contra las Águilas del Zulia En Maracaibo, Productor del Año y Regreso del Año. Fue una de sus mejores campañas en cuanto a producción, con 51 carreras producidas, 12 estacazos de cuatro esquinas y promedio ofensivo de .304.

## Apuntes
-Robert Pérez fue firmado en 1988 por Domingo Carrasquel, como jardinero. También firmó en la pelota rentada estadounidense con los Azulejos ese mismo año.
-En la temporada 1989-1990 fue elegido Novato del Año de la Liga Venezolana de Béisbol Profesional, al batear .247, con cuatro dobles, un jonrón y 13 carreras remolcadas para la causa del Cardenales.
-En 1991, tuvo una breve aparición en la Novela Mundo de Fieras que fue transmitida por VENEVISION protagonizada por Jean Carlo Simancas, Rosalinda Serfati y Catherine Fulop en algunos capítulos siendo uno de los mejores jugadores de los Cardenales equipo que logró su primer título ese mismo año cuando el béisbol lo transmitía RCTV en su momento
-El 20 de julio de 1994 se convirtió en el venezolano número 72 en ver acción en las Grandes Ligas, al debutar con Toronto cuando tenía 25 años de edad. Sin embargo, ese año la huelga de peloteros truncó el desarrollo de la temporada de ese año.
-En Venezuela siempre usó el número 51 en su espalda. Sin embargo, en Grandes ligas nunca tuvo la oportunidad de portarlo. Con Azulejos usó el 17, con Seattle el 30, Montreal el 12, Yankees el 48 y con Milwaukee el número 9.
-Coleccionó cinco Guantes de Oro en la LVBP en las temporadas 1993-1994, 1994-1995, 1995-1996, 1996-1997 y 2001-2002.

## El gran mentor de su carrera
Domingo Carrasquel estuvo al frente de Cardenales de Lara en el primer título de la franquicia y Robert Pérez fue uno de sus pupilos durante la hazaña que paralizó por completo a todo el estado Lara. Pérez era apenas un muchacho cuando daba sus primeros pasos bajo la tutela de Carrasquel. De él aprendió disciplina y un enorme respeto por el juego de pelota. No solo Cardenales tiene mucho que agradecerle a Don Domingo. "La Pared Negra” estará eternamente agradecido con Carrasquel, quien le tendió la mano desde su llegada a Barquisimeto. Cuando arribó al parque de la ciudad crepuscular en busca de una oportunidad para convertirse en profesional, fue Carrasquel quien tuvo el ojo clínico para percibir todo el talento.

## Dinastía de Cardenales
Robert Pérez es emblema de la dinastía que lograron los pájaros rojos a partir de su primera corona, alcanzada bajo el mando de Domingo Carrasquel hace más de dos décadas. Pérez fue pieza clave junto a Giovanni Carrara y Luis Sojo, quienes eran los rostros principales de la franquicia durante los años dorados del equipo.

## Tres Jonrones en un Mismo Juego
El domingo 3 de noviembre de 2002 con sus tres vuelacercas, se convirtió en el undécimo jugador y el tercer criollo (Jugador Venezolano) en conectar tres jonrones en un mismo juego en la LVBP, lo cual lo ubicó en el umbral de su carrera, ya que en la 2002-2003 Pérez jugaba su temporada número 15.

## Robert Pérez: El primero en dar tres jonrones en par de ocasiones
Nuevamente Robert Pérez hace historia en la Liga Venezolana de Béisbol Profesional ya que se convierte en el primer pelotero en conectar dos veces tres cuadrangulares en un mismo partido. Es la decimocuarta ocasión que sucede y la segunda en un Round Robin, puesto que Richard Hidalgo (4 de enero de 2007 ante Lara) lo había gestado. La faena del toletero dueño de la camiseta #51 en Cardenales de Lara ocurrió el 9 de enero de 2009 tras sacarla en el segundo episodio con uno en base ante el abridor Alex Herrera sin out, luego en la cuarta sin gente en base ante el relevista Kendy Batista sin out y en la novena ante los envíos de Gerardo Casadiego con uno a bordo y un out en la pizarra.

## Robert Pérez en las Grandes Ligas
Paradójicamente, su paso por las Grandes Ligas no estuvo marcado por el éxito, ya sea por lesiones o porque no tuvo la oportunidad de jugar. Fue firmado por los Toronto Blue Jays, equipo con el cual jugó tres temporadas (1994-97), y luego fue traspasado, pasando por 4 equipos distintos: Seattle Mariners (1998), Montreal Expos (1998), New York Yankees (2001) y Milwaukee Brewers (2001). Desde el 2001 no juega en Estados Unidos, También jugó para el Lotte Giants ubicado en Pusan, Corea del Sur.

## Retiro del béisbol como jugador activo
El 17 de octubre de 2014, Pérez anuncia su retiro del béisbol profesional como jugador activo al término de esa zafra, luego de 27 campañas con los Cardenales de Lara, equipo con el que jugó toda su carrera en la Liga Venezolana de Béisbol Profesional (LVBP). Ante tal anuncio la junta directiva de la LVBP avaló la propuesta de la empresa Lineup International y el Comité de Premios de Numeritos Gerencia Deportiva para crear el nuevo galardón que honra la trayectoria del histórico jardinero, de esta manera el premio al Jugador Más Valioso de la Serie Final de la LVBP llevará su nombre a partir del mes de enero de 2015. Al respecto, Robert Pérez dijo: “Que ese galardón lleve mi nombre, es algo muy bonito. Disfrutar de ese tipo de reconocimiento en la vida es inolvidable. Nunca me imaginé que iba a lograr tanto en mi trayectoria profesional”. Luego del Anuncio de Robert de su retiro, el equipo con el que jugó 27 temporadas en Venezuela le rindió homenaje al pelotero, como reconocimiento importante al equipo larense, el gobernador del estado Lara (Henri Falcón) y los alcaldes de Barquisimeto (Alfredo Ramos) y Cabudare (José Barreras) decidieron bautizar la Calle 51 como la calle Robert Pérez en honor al jugador dado que este siempre jugó con el número 51 en su espalda.
Además del equipo larense, otros equipos de béisbol venezolano también decidieron rendirle homenaje al jugador en sus propios estadios por su larga trayectoria y por ser un emblema de constancia, esfuerzo y dedicación en el Béisbol Venezolano.